# (35085) 1990 SL11
1990 SL11 (asteroide 35085) é um asteroide da cintura principal. Possui uma excentricidade de 0.17967050 e uma inclinação de 4.18077º.
Este asteroide foi descoberto no dia 16 de setembro de 1990 por Henry E. Holt em Palomar.